# Harappa
Harappa (phát âm tiếng Punjab: [ɦəɽəppaː]; Punjabi: ਹੜੱਪਾ; Urdu: ہڑپہا) là một địa điểm khảo cổ ở Punjab, Pakistan, khoảng 24 km (15 dặm) về phía tây Sahiwal. Địa điểm này lấy tên từ một ngôi làng hiện đại nằm gần dòng chảy cũ của sông Ravi. Ngôi làng Harappa hiện nay có cự ly là 6 km từ địa điểm khảo cổ cổ đại. Mặc dù Harappa hiện đại có một ga đường sắt di sản từ thời kỳ của Raj thuộc Anh, ngày nay nó chỉ là một thị trấn nhỏ ngã tư dân số 15.000 người.
Địa điểm của thành phố cổ chứa những tàn tích của một thành phố được gia cố thời kỳ đồ đồng, mà là một phần của nền văn hóa Nghĩa trang H và Văn minh thung lũng Indus, tập trung ở Sindh và Punjab. Thành phố này được tin là đã có đến 23.500 cư dân và có diện tích khoảng 150 ha vào thời điểm lớn nhất của nó trong giai đoạn trưởng thành Harappan (2600-1900 trước Công nguyên), được coi là lớn cho vào thời đó.